# Meizhou Hakka
Meizhou Hakka Football Club (chinesisch 梅州客家足球俱乐部, Pinyin Méizhōu Kèjiā Zúqiú Jùlèbù) ist ein chinesischer Fußballverein, der derzeit an der Chinese Super League unter Lizenz des chinesischen Fußballverbands (CFA) teilnimmt. Das Team hat seinen Sitz im Kreis Wuhua der Stadt Meizhou in der Provinz Guangdong, und sein Heimstadion ist das neu errichtete Huitang Stadion mit einer Kapazität von 30.000. Ihre derzeitigen Mehrheitsaktionäre sind die Stadtverwaltung von Meizhou, das Sportbüro der Gemeinde Meizhou und Wei Real Estate Development. Der Club wurde 2014 in Meizhou Wuhua Football Club umbenannt. In den offiziellen Dokumenten der CFA wird allerdings weiter der alte Name verwendet.

## Geschichte
Meizhou Hakka FC wurde im Januar 2013 vom ehemaligen Guangdong-Sunray-Cave-Trainer Cao Yang zusammen mit der Unterstützung der Stadtregierung von Meizhou gegründet. Bald würde er finanzielle Unterstützung vom Vorsitzenden der Wei Real Estate Development Co. Wei Jinping, erhalten, der davon überzeugt wurde, in das Team zu investieren, nachdem Cao Yang seine Pläne zur Gründung eines Fußballzentrums im Kreis Wuhua, seiner Heimat, beschrieben hatte. Der Kader bestand aus lokalen Hakka-Spielern und gekauften Spielern aus anderen Teams in der Provinz Guangdong, darunter Guangdong Sunray Cave, Guangzhou Evergrande, FC Shenzhen und Shenzhen Fengpeng. In ihrer Debütsaison in der dritthöchsten Spielklasse des Lande (China League Two) konnte das Team Platz 5 belegen. 2015 gelang der Aufstieg in die zweite Liga (China League One). Im Jahr 2022 konnte der Verein erstmals an der Chinese Super League, der landesweit höchsten Spielklasse, teilnehmen.

## Namensgeschichte
Laut dem Verein:
- 2013 – Meizhou Hakka 梅州客家
- 2014 – Meizhou Wuhua 梅州五华[1]

Laut offiziellen Dokumenten der CFA:
- 2013 – Meizhou Hakka 梅州客家[4]

## Platzierungen
| Saison   | 2013 | 2014 | 2015 | 2016 | 2017 | 2018 | 2019 | 2020 | 2021 | 2022 |
| -------- | ---- | ---- | ---- | ---- | ---- | ---- | ---- | ---- | ---- | ---- |
| Liga     | 3    | 3    | 3    | 2    | 2    | 2    | 2    | 2    | 2    | 1    |
| Position | 5    | 4    | 1    | 12   | 12   | 9    | 10   | 5    | 2    |      |